# Święciccy herbu Jastrzębiec
Święciccy herbu Jastrzębiec – polski ród szlachecki wywodzący się ze Święcic w ziemi warszawskiej na Mazowszu. Pierwszym wzmiankowanym przedstawicielem rodu był Maciej ze Święcic, podsędek warszawski, który w 1525 sygnował dekret przeciw heretykom.

herb Jastrzębiec

Kronikarz heraldyczny Bartosz Paprocki w swoim herbarzu w opisie herbu Jastrzębiec wspomina o rodzie Święcickich ze Święcic: dom rozrodzony i możny i wymienia kilku znamienitszych przedstawicieli tej rodziny. Święciccy z Sandomierskiego pisali się z Przepierowa.
Znane osoby noszące nazwisko Święcicki i pieczętujące się herbem Jastrzębiec:
- Jędrzej Święcicki – twórca najstarszego opisu Mazowsza
- Maciej Jastrzębiec ze Święcic Święcicki ur. około 1450 r. – podsędek warszawski, podpisał dekret Mazowiecki przeciwko heretykom
- Stanisław Święcicki wojewoda płocki – starosta sochaczewski
- Janusz Święcicki – rotmistrz królewski.
- Maciej Święcicki – profesor prawa
- Stefan Święcicki – rotmistrz, dowódca szwadronu gospodarczego 2 Pułku Ułanów Grochowskich, więzień oflagu VIII Murnau, komendant szpitala polskiego nr 5, zmarł w Andover, Anglia
- Czesław Święcicki – major 8 płk. strzelców konnych, we Włocławku, 2 płk. ułanów, w Suwałkach, więzień oflagu VIII Murnau, zmarł w Londynie
- Tadeusz Święcicki – rotmistrz kawalerii, porucznik 14 płk Ułanów, kapitan WP, odznaczony Krzyżem Walecznych, Croix de Guerre, po wojnie osiadł w Londynie, inż. architekt
- Heliodor Święcicki – prof. doktor położnik ginekolog, prezes Towarzystwa Przyjaciół Nauk, założyciel i pierwszy rektor Uniwersytetu Poznańskiego, założyciel fundacji "Nauka i Praca"
- Stanisław Jacek Święcicki biskup chełmiński i opat lubiński, senator, wiceprezydent trybunału koronnego 1674-1683
- Stanisław Tadeusz Święcicki (1926–1983) – podoficer Wojska Polskiego, działacz Solidarności w Hucie "Warszawa"
- Krystyna z Purtaków Święcicka(1928–2008) – naczelna pielęgniarka Wojskowego Instytutu Medycyny Lotniczej, kawaler Orderu Odrodzenia Polski
- Wacław Święcicki (ur. 1848 w Warszawie, zm. tamże w październiku 1900) – polski polityk i działacz socjalistyczny, poeta, autor słynnej "Warszawianki 1905").
- Lubomir Stanisław Święcicki (1904–1973) – sędzia Sądu Grodzkiego w Gdyni oraz Poznaniu, oficer przy sztabie gen. Władysława Sikorskiego w Londynie, wykładowca w Ealing Technical Collage of Art w Londynie, członek Królewskiego Towarzystwa Fotograficznego.
- Jan Święcicki (1901–1945) – lek. wet, p.por. WP, należał do "Orląt Lwowskich", odznaczony medalem Polska Swemu Obrońcy 1918-1921, w 1939 oficer 2 pułku Szwoleżerów na Pomorzu, jeniec w Woldenbergu, w Offizierlager II. C.
- Andrzej Heliodor Tadeusz Święcicki (1935–2010) inż. rolnictwa. Autor książki "Historia Herbu Rodowego Jastrzębiec, czyli saga Rodu Święcickich IX-XXI w."
- Witold Święcicki (1889–1965) – prawnik cywilista, sędzia Sądu Najwyższego.